# فورینکازان

پرچم اوماجیروشی فورینکازان متعلق به تاکدا شینگن؛ قرن شانزدهم میلادی.

فورینکازان (به ژاپنی: 風林火山) (به معنای لغوی «باد، جنگل، آتش و کوهستان»)، پرچم جنگی تاکدا شینگن بود که از دای‌میوهای زمان جنگ‌های داخلی در پایان دوره سن‌گوکو بود. متن نوشته این پرچم از فصل هفتم کتاب هنر رزم نوشته سون تسی آورده شده‌است که می‌گوید: «سریع باش چون باد، خاموش همچون جنگل، در نبرد به درندگی آتش و در دفاع به استواری کوه».
شینگن در نبردها بسیار موفق بوده و شکست‌ناپذیر به نظر می‌رسیده‌است. او تنها در چندین نبرد از رقیبش اوئه‌سوگی کنشین شکست خورد. او پیرو آیین رینزای شو (از شاخه‌های بوداگرایی در ژاپن) بوده و با آگاهی از ادبیات چینی به سون تسی (از بزرگترین استراتژیست‌های نظامی چین باستان) علاقه داشته‌است. 
متن اصلی در دو پاراگراف جداگانه در کتاب هنر نبرد آمده‌است:
فصل هفتم* قطعه ۱۳: «故其疾如風，其徐如林» به معنی «بگذار سرعتت همچون باد باشد و فشردگی‌ات همچون جنگل.»
فصل هفتم* قطعه ۱۴: «侵掠如火，不動如山» به معنی «در حمله و یورش چون آتش، در استواری و پایداری چون کوه.»